# 威尔金森催化剂
威尔金森催化剂（英語：Wilkinson's catalyst），即氯化三(三苯基膦)合铑(I)，是由已故的英国化学家杰弗里·威尔金森爵士在1966年发现的一种金属铑的络合物。

## 催化剂结构和基本性质
威尔金森催化剂分子具有平面正方形和16个价电子。通常是由过量的三苯基膦和水合三氯化铑在乙醇中加热回流反应制得的紫红色晶状固体。过量的三苯基膦作为还原剂用于将三价的铑还原成一价铑同时生成三苯基氧化膦。
RhCl3(H2O)3 + 4 PPh3 → RhCl(PPh3)3 + O=PPh3 + 2 HCl + 2 H2O

## 催化剂的应用
威尔金森催化剂可用于烯烃的催化氢化。反应的机理是：首先发生一个或者两个三苯基膦配体的解离分别形成12或14个电子的络合物，接着发生氢分子对金属原子的氧化加成，随后与烯烃形成Π-络合物，之后是进行分子内的氢转移，最后发生还原消除生成一个产物烷烃。
威尔金森催化剂的其他应用包括用于催化烯烃与儿茶酚硼烷或频那醇硼烷的硼氢化反应、催化三乙基硅氢对α,β-不饱和羰基化合物的选择性1，4-还原。将威尔金森催化剂中的两个三苯基膦用手性的双齿膦配体（比如Chiraphos）置换，就能得到可以将潜手性的烯烃氢化还原成手性烷烃的不对称催化剂。

## 威尔金森催化剂的其他反应
RhCl(PPh3)3与一氧化碳反应得到沃什卡络合物的类似物trans-RhCl(CO)(PPh3)2（它的反应活性远小于沃什卡络合物）。trans-RhCl(CO)(PPh3)2也可由威尔金森催化剂和醛发生脱羰反应得到
RhCl(PPh3)3 + RCHO → RhCl(CO)(PPh3)2 + RH + PPh3
RhCl(PPh3)3在苯中搅拌后会发生二聚反应，析出在苯中溶解性较差的红色Rh2Cl2(PPh3)4。